# Pallamano Trieste 1981-1982
Questa voce raccoglie le informazioni riguardanti la Pallamano Trieste nelle competizioni ufficiali della stagione 1981-1982.

## Rosa
| N  | Naz                   | Ruolo    | Giocatore         |
| -- | --------------------- | -------- | ----------------- |
| 1  | Jugoslavia (bandiera) | Portiere | Ivan Puspan       |
| 12 | Italia (bandiera)     | Portiere | Lucio Brandolin   |
| 2  | Italia (bandiera)     | Ala      | Varesano          |
| 3  | Italia (bandiera)     | Terzino  | Piero Sivini      |
| 4  | Italia (bandiera)     | Pivot    | Giorgio Oveglia   |
| 5  | Italia (bandiera)     | Terzino  | Pischianz Roberto |
| 8  | Italia (bandiera)     | Pivot    | Claudio Schina    |
| 9  | Italia (bandiera)     | Terzino  | Egon Gitzl        |
| 10 | Italia (bandiera)     | Terzino  | Giuliano Calcina  |
| 11 | Italia (bandiera)     | Ala      | Lassini           |
| 13 | Italia (bandiera)     | Ala      | Furio Scropetta   |
| 14 | Italia (bandiera)     | Terzino  | Marco Bozzola     |
| 15 | Italia (bandiera)     | Terzino  | Massimo Agostini  |
| 20 | Italia (bandiera)     | Ala      | Michele Angelini  |

## Classifiche

### Stagione regolare
|  | Pos. | Squadra          | Pt | G  | V  | N | S  | GF  | GS  | D    | Note                                        |
|  | ---- | ---------------- | -- | -- | -- | - | -- | --- | --- | ---- | ------------------------------------------- |
|  | 1.   | Trieste          | 44 | 22 | 22 | 0 | 0  | 597 | 374 | +223 | Qualificato alla Coppa dei Campioni 1982-83 |
|  | 2.   | Cassano Magnago  | 38 | 22 | 19 | 0 | 3  | 608 | 511 | +97  | Qualificato alla IHF Cup 1982-83            |
|  | 3.   | Pallamano Rimini | 28 | 22 | 13 | 2 | 7  | 565 | 500 | +65  |                                             |
|  | 4.   | Teramo           | 27 | 22 | 12 | 3 | 7  | 564 | 542 | +22  |                                             |
|  | 5.   | Brixen           | 26 | 22 | 13 | 0 | 9  | 470 | 442 | +28  | Qualificato alla Coppa delle Coppe 1982-83  |
|  | 6.   | Rovereto         | 23 | 22 | 11 | 1 | 10 | 450 | 456 | -6   |                                             |
|  | 7.   | Gaeta            | 20 | 22 | 10 | 0 | 12 | 480 | 513 | -33  |                                             |
|  | 8.   | Bologna 1969     | 16 | 22 | 4  | 8 | 10 | 491 | 522 | -31  |                                             |
|  | 9.   | Tor di Quinto    | 16 | 22 | 5  | 6 | 11 | 526 | 570 | -44  |                                             |
|  | 10.  | Alabarda Trieste | 10 | 22 | 4  | 2 | 16 | 530 | 627 | -97  | Retrocesso in Serie B 1982-83               |
|  | 11.  | ACR Conversano   | 7  | 22 | 2  | 4 | 16 | 476 | 597 | -121 | Retrocesso in Serie B 1982-83               |
|  | 12.  | Bozen            | 7  | 22 | 3  | 2 | 17 | 475 | 578 | -103 | Retrocesso in Serie B 1982-83               |